# فردریش کون
فردریش کون (انگلیسی: Friedrich Kuhn; ۲۴ نوامبر ۱۹۱۹ – ۸ ژانویهٔ ۲۰۰۵) ورزشکار بابسلد اهل آلمان غربی بود.